# Purcellia argasiformis
Purcellia argastiformis – gatunek kosarza z podrzędu Cyphophthalmi i rodziny Pettalidae.

## Taksonomia
Gatunek ten opisany został po raz pierwszy w 1931 roku przez Reginalda Fredericka Lawrence’a pod nazwą Speleosiro argasiformis. W 2016 roku Gonzalo Giribet i współpracownicy na podstawie wyników molekularnej analizy filogenetycznej zsynonimizowali Speleosiro z rodzajem Purcellia, tworząc obecnie używaną kombinację.

## Ekologia i występowanie
Pajęczak troglofilny.
Gatunek endemiczny dla Republiki Południowoafrykańskiej, gdzie występuje w Zachodniej Prowincji Przylądkowej, zamieszkując systemy jaskiń Góry Stołowej.